# 埃夫朗日
埃夫朗日（法語：Évrange，法語發音：[evʁɑ̃ʒ]；洛林法兰克语：Ieweréng）是法国摩泽尔省的一个市镇，位于该省西北部，属于蒂永维尔区。

## 地理
埃夫朗日（49°30'5"N, 6°11'45"E）面积2.25 平方千米，位于法国大東部大區摩泽尔省，该省份为法国东北部内陆省份，是洛林的一部分，西南接默尔特-摩泽尔省，东临下莱茵省，北与卢森堡和德国接壤。
与埃夫朗日接壤的市镇（或旧市镇、城区）包括：阿根、下伦根。

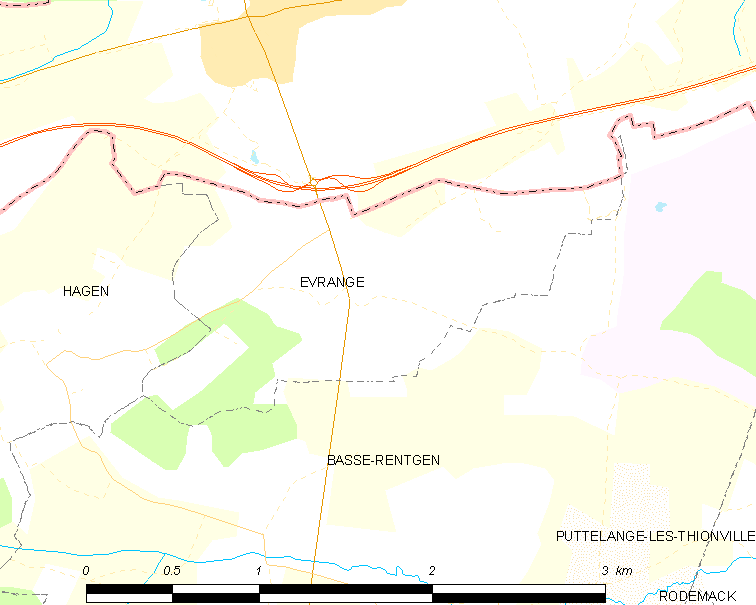
埃夫朗日的OSM定位图

埃夫朗日的时区为UTC+01:00、UTC+02:00（夏令时）。

## 行政
埃夫朗日的邮政编码为57570，INSEE市镇编码为57203。

## 政治
埃夫朗日所属的省级选区为于茨县。

## 人口

1962-2008年间埃夫朗日人口变化图示

埃夫朗日于2022年1月1日时的人口数量为227人。